# Scottish Open 2003 (Badminton)
Die Scottish Open 2003 im Badminton fanden vom 20. bis zum 23. November 2003 in Glasgow statt.

## Medaillengewinner
| Disziplin    | Gold                           | Silber                              | Bronze                             |
| ------------ | ------------------------------ | ----------------------------------- | ---------------------------------- |
| Herreneinzel | Björn Joppien                  | Sho Sasaki                          | Shoji Sato                         |
| Herreneinzel | Björn Joppien                  | Sho Sasaki                          | Jens Roch                          |
| Dameneinzel  | Xu Huaiwen                     | Chie Umezu                          | Juliane Schenk                     |
| Dameneinzel  | Xu Huaiwen                     | Chie Umezu                          | Jill Pittard                       |
| Herrendoppel | Michał Łogosz Robert Mateusiak | Vincent Laigle Svetoslav Stoyanov   | Manuel Dubrulle Mihail Popov       |
| Herrendoppel | Michał Łogosz Robert Mateusiak | Vincent Laigle Svetoslav Stoyanov   | Stanislav Pukhov Nikolai Sujew     |
| Damendoppel  | Kumiko Ogura Reiko Shiota      | Nicole Grether Juliane Schenk       | Elena Shimko Marina Yakusheva      |
| Damendoppel  | Kumiko Ogura Reiko Shiota      | Nicole Grether Juliane Schenk       | Ekaterina Ananina Irina Ruslyakova |
| Mixed        | Simon Archer Donna Kellogg     | Imanuel Hirschfeld Frida Andreasson | Andrew Bowman Kirsteen McEwan      |
| Mixed        | Simon Archer Donna Kellogg     | Imanuel Hirschfeld Frida Andreasson | Kristian Roebuck Liza Parker       |